# Élections législatives de 1986 en Lozère
Les élections législatives françaises de 1986 ont lieu le 16 mars 1986. Dans le département de la  Lozère, deux députés sont à élire dans le cadre d'un scrutin proportionnel par liste départementale à un seul tour.

## Élus
| Député élu    |  | Parti     |
| ------------- |  | --------- |
| Jacques Blanc |  | UDF (PR)  |
| Adrien Durand |  | UDF (CDS) |

## Positionnement des partis
Dans le département, cinq listes sont en présence.
À gauche, la liste socialiste « Pour une majorité de progrès avec le président de la République » est conduite par Raymond Fabre, conseiller municipal de Mende, tandis que la « liste présentée par le Parti communiste français » est dirigée par Marc Loupias.
Du côté de l'opposition de droite et de centre droit, l'Union pour la démocratie française et le Rassemblement pour la République présente une  « liste d'union de l'opposition » avec les députés sortants UDF Jacques Blanc et Adrien Durand à sa tête.
Enfin, le Front national présente une liste de « Rassemblement national » et l'extrême gauche est représentée par le Mouvement pour un parti des travailleurs.

## Résultats

### Résultats à l'échelle du département
| Liste Parti politique | Liste Parti politique                                                                                              | Tête de liste        | Tour unique | Tour unique | Sièges |
| Liste Parti politique | Liste Parti politique                                                                                              | Tête de liste        | Voix        | %           | Sièges |
| --------------------- | --- | -------------------- | ----------- | ----------- | ------ |
|                       | Liste d'union de l'opposition UDF-RPR Union pour la démocratie française (RPR)                                     | Jacques Blanc        | 27 292      | 59,99       | 2      |
|                       | Pour une majorité de progrès avec le président de la République Parti socialiste (MRG)                             | Raymond Fabre        | 13 230      | 29,08       | 0      |
|                       | Rassemblement national Front national                                                                              | Jean-Francis Etienne | 2 636       | 5,79        | 0      |
|                       | Liste présentée par le Parti communiste français Parti communiste français                                         | Marc Loupias         | 1 966       | 4,32        | 0      |
|                       | Liste du Mouvement pour un parti des travailleurs Lozère Extrême gauche (Mouvement pour un parti des travailleurs) | Bernard Roux         | 365         | 0,80        | 0      |
|                       | |                      |             |             |        |
| Inscrits              | Inscrits | Inscrits             | 57 409      | 100,00      | 2      |
| Abstentions           | Abstentions | Abstentions          | 10 032      | 17,47       |        |
| Votants               | Votants | Votants              | 47 377      | 82,52       |        |
| Blancs et nuls        | Blancs et nuls | Blancs et nuls       | 1 888       | 3,98        |        |
| Exprimés              | Exprimés | Exprimés             | 45 489      | 96,01       |        |

### Listes complètes en présence
| Liste Étiquette politique (partis et alliances) | Liste Étiquette politique (partis et alliances)                                                                     | Candidats (et remplaçants éventuels)                                                      |
| ----------------------------------------------- | --- | ----------------------------------------------------------------------------------------- |
|                                                 | Liste d'union de l'opposition UDF-RPR Union de la droite (UDF - RPR)                                                | 1. Jacques Blanc 2. Adrien Durand ————————————3. Denis Salaville 4. Georges Meissonnier   |
|                                                 | Pour une majorité de progrès avec le président de la République Parti socialiste - Mouvement des radicaux de gauche | 1. Raymond Fabre 2. André Hugon ————————————3. Fortuné Chabrol 4. Michel Guiral           |
|                                                 | Rassemblement national Front national                                                                               | 1. Jean-François Etienne 2. Alain Mathiot ————————————3. Roger Gravil 4. Robert Recouly   |
|                                                 | Liste présentée par le Parti communiste français Parti communiste français                                          | 1. Marc Loupias 2. Renée Serant ————————————3. Claude Turc 4. Pierre Escaffre             |
|                                                 | Liste du Mouvement pour un parti des travailleurs Lozère Mouvement pour un parti des travailleurs                   | 1. Bernard Roux 2. François Lovati ————————————3. Philippe Montalbetti 4. Martine Thonnat |